# 포트딕슨

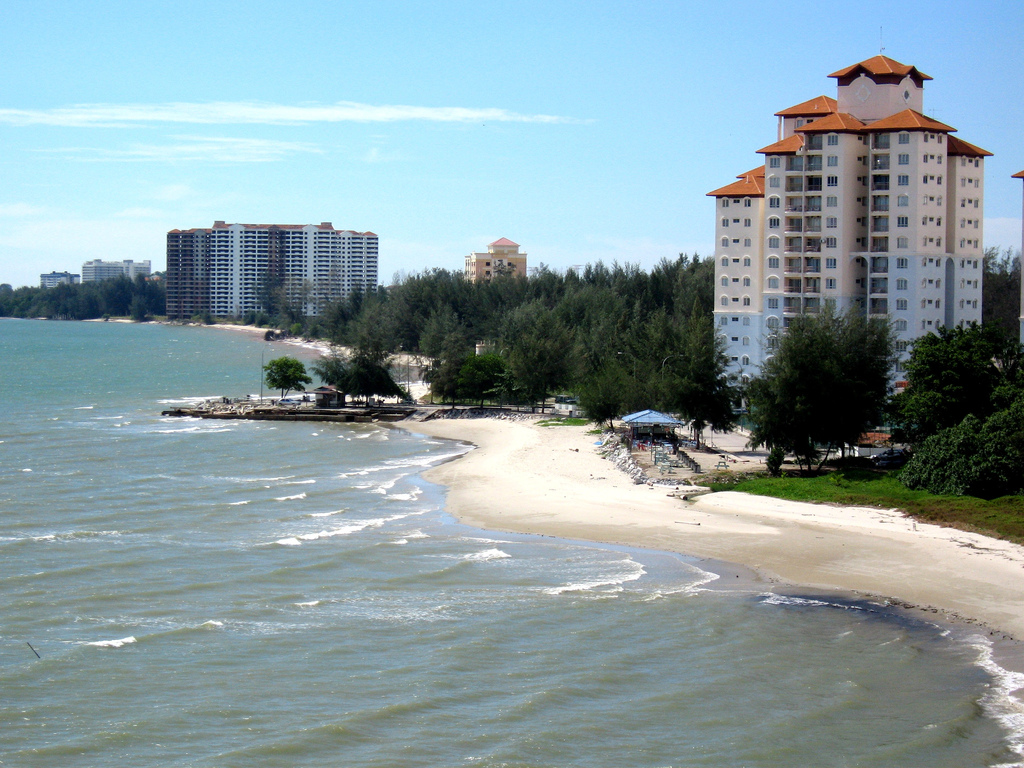
포트딕슨의 해변

포트딕슨(Port Dickson)은 말레이시아 느그리슴빌란주의 도시로, 인구는 97,834명(2007년 기준)이다. 스름반(느그리슴빌란 주의 주도)에서 32km, 쿠알라룸푸르(말레이시아의 수도)에서 90km 정도 떨어진 곳에 위치한다. 쿠알라룸푸르에서 이 곳까지를 연결하는 고속도로가 지나가며 휴양 시설이 많이 들어서 있다.

## 같이 보기
- 지퍼 작전